# 채 애후
채 애후(蔡哀侯, ? ~ 기원전 675년)는 중국 춘추 시대의 인물로, 제13대 채후이다. 성은 희(姬), 휘는 헌무(獻舞)이다.
제11대 채후 채 선후의 아들이며 제12대 채후 채 환후의 아우로, 환후 20년(기원전 695년)에 형이 죽자 그 뒤를 이었다. 《춘추》 경문과 《좌전》의 전에 따르면 이해에 채계(蔡季)가 진나라에서 채나라 사람의 부름을 받아 돌아왔는데, 두예는 주석을 달아 이 계가 애후로 즉위한 것이라고 했다. 진나라 공녀를 아내로 두었는데, 애후 11년(기원전 684년)에 식후가 진나라 공녀를 아내로 맞이하고 이 식부인이 식나라로 돌아가는 길에 채나라를 들르자 자신의 처제라 하여 부르고는 무례를 범했다. 이 때문에 식후가 이웃의 강국 초나라의 왕 문왕에게 군대를 동원해 식나라를 치고, 자신이 채나라에 구원군을 부를 테니 채나라 군대가 오면 무찔러 달라고 부탁했다. 애후는 이 계책에 걸려들어서 초나라에 사로잡혔고, 초나라에 9년간 억류되었다가 애후 20년(기원전 675년)에 거기서 죽었다. 아들 목후 힐이 뒤를 이었다.
애후는 식후에 대한 원한을 갚고자 초 문왕에게 식규(식부인)를 칭찬했고, 문왕은 식나라를 멸하고 식규를 데려와 초 도오와 초 성왕을 낳았다. 그러나 문왕은 식규를 위해, 식나라가 망한 것은 애후 탓이라며 애후 15년(기원전 680년) 7월에 채나라를 공격했다.